# Lago Trnovačko

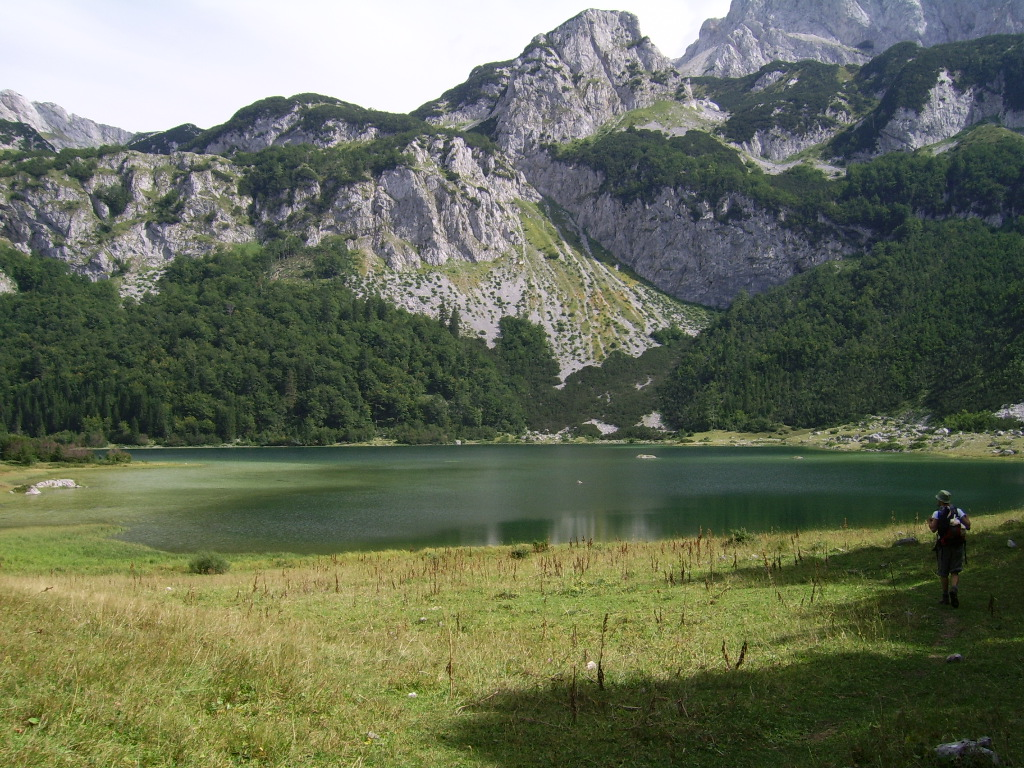
Otra vista del lago

El lago Trnovačko ( bosnio, serbio y montenegrino: Trnovačko jezero, Трновачко језеро) es un lago en el norte de Montenegro, muy conocido por su forma de corazón. Ubicado a una altitud de 1517 metros, es muy concurrido por los campistas de verano locales. Tiene 700 m de largo y 400 m de ancho en medio de un "enorme anfiteatro de picos rocosos". El lago acumula el agua procedente de las cordilleras de Maglić, Volujak y  Bioč. Al lado norte del lago que está abierto se encuentra el bosque de Vratnice. El agua del lago tiene un color verde-azul intenso. 